# Tecún Umán

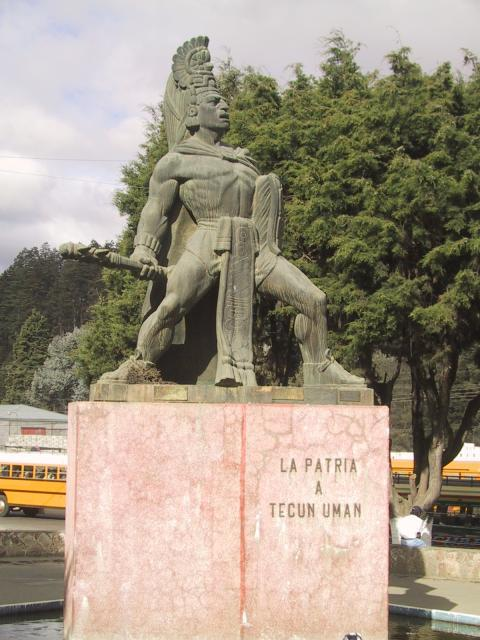
Pomnik Tecuna Umana w Quetzaltenango (Gwatemala)

Tecun Uman (ur. ok. 1500, zm. 20 lutego 1524) – ostatni władca i król ludu Kiczów (odłam plemienia Majów), zamieszkującego wyżyny dzisiejszej Gwatemali. Według kroniki Kaqchiquel, został on zabity przez hiszpańskiego konkwistadora, Pedro de Alvarado, podczas bitwy z Hiszpanami na pampach regionu El Pinal 20 lutego 1524 r. Tecun jest uważany za najwybitniejszą postać spośród członków plemienia, ze względu na odwagę, honorową postawę oraz walkę w obronie ojczyzny i ludu. 22 marca 1960 r. został ogłoszony bohaterem narodowym Gwatemali. Święto na jego cześć obchodzone jest 20 lutego, w rocznicę jego śmierci. Postać Tecuna Umana zainspirowała wielu twórców, począwszy od rzeźbiarzy, którzy wznosili mu pomniki – poprzez poetów – aż do artystów ludowych, którzy jego legendę wspominali w tańcach ludowych i modlitwach. Mimo tego, fakt istnienia historycznego Tecuna Umana nie został dostatecznie udokumentowany. Okazało się, że w jego przypadku ciężko jest oddzielić historię od legendy.

## Bitwa pod El Pinal
W połowie listopada 1523 r. portugalski kapitan Pedro de Alvarado y Contreras otrzymał od Hernana Cortesa misję odkrycia i opanowania ziem na południe od Meksyku. W wyprawie kapitana Alvarado uczestniczyło: trzystu żołnierzy, stu dwudziestu łuczników i karabinierów, stu trzydziestu pięciu jeźdźców oraz kilkuset wojowników ze sprzymierzonych plemion Cholutec oraz Tlaxcaltec. Gdy wyprawa dotarła do wybrzeży Gwatemali w 1524 r., hiszpańscy konkwistadorzy spotkali się z tubylcami, wywodzącymi się etnicznie od ludów Majów oraz Nahuatl. Większość z nich należała do plemienia Kiczów. Wówczas Alvarado zawarł sojusz z tradycyjnym wrogiem Kiczów, wodzem plemienia Kaqchikel. Zanim konkwistadorzy postawili stopy na ziemi gwatemalskiej, podbili już plemię Kaqchikel. Pokonani tubylcy poddali się w 1520 r. i poprosili Hiszpanów o pomoc w walce z plemieniem Kiczów. Cortes wysłał poselstwo do stolicy Kiczów, Gumarcaj, z żądaniem podporządkowania państwa władzom hiszpańskim oraz zawieszenia walk z ludem Kaqchikel. Kicze odrzucili ultimatum i zaczęli szykować się do wojny. Gdy armia hiszpańska dotarła do Xelaju (obecnie miasto Quetzaltenango), zarządca tej osady wysłał ponaglenie do Gumarcaj. Kicze obrali na swego przywódcę Tecuna Umana. Wraz z wojskiem liczącym 8400 wojowników napotkał on konkwistadorów pod El Pinal. W bitwie, która się tam odbyła, wódz Kiczów poniósł klęskę.

## Legenda
Legenda głosi, że Tecun Uman przystąpił do bitwy przystrojony w cenne pióra kwezala. Miał mu towarzyszyć jego przewodnik duchowy (nagual) – również kwezal. W trakcie batalii spotkali się ze sobą wojownicy z zupełnie różnych światów – Alvarado i Tecun, każdy z bronią w rękach. Alvarado, odziany w zbroję, siedział na swoim koniu. Jako że rdzenni Amerykanie nie znali koni (nie hodowali żadnych zwierząt pociągowych), Tecun Uman, widząc jeźdźca na koniu, pomyślał, że stanowią oni jedną istotę i zabił konia konkwistadora (według innej wersji legendy, Tecun zaatakował konia, by zrzucić z niego Alvarado; miał być świadomy, że człowiek i zwierzę, którym stawia czoła, nie są jednym stworzeniem). Szybko spostrzegł swój błąd i kolejny atak skierował przeciwko jeźdźcowi. Lecz Alvarado szybciej przebił włócznią pierś Indianina i ugodził go w serce. Wówczas przewodnik duchowy Tecuna, rozżalony po jego śmierci, usiadł na piersi poległego bohatera, splamiwszy swoje pióra jego krwią i za chwilę zdechł. Od tej chwili wszystkie samce kwezala mają czerwone pióra na piersiach i nikt już nie słyszał ich śpiewu. Co więcej, kwezal schwytany w niewolę, wkrótce umiera i dlatego w tradycji Majów uważany jest za symbol wolności.
Według jeszcze innej relacji, w czasie bitwy doszło do bardziej skomplikowanej konfrontacji sił duchowych i materialnych. Według tej wersji, Tecun Uman sam przeobraził się w kwezala (według niektórych źródeł w orła), przyozdobionego w trzy korony ze złota, diamentów i szmaragdów. Inni tubylcy próbowali zgładzić Alvarado, jednak chroniła go kobieta o nadprzyrodzonych mocach, prawdopodobnie Najświętsza Maryja Panna. Tecun odprawił swoje pogańskie zaklęcia i z zamiarem zabicia Alvarado uśmiercił jego konia. Gdy uprzytomnił sobie, że zabił tylko zwierzę, a nie jeźdźca, chciał zaatakować ponownie, jednak wcześniej przeszyła go włócznia konkwistadora.
Zupełnie odmienna wersja legendy podaje, że Tecun Uman był już bliski zgładzenia Alvarado, jednak został uprzedzony przez jednego z podkomendnych Hiszpana, niejakiego Arguetę, który przyszedł z odsieczą swemu dowódcy i zabił wodza Kiczów.

## Świadectwa historyczne
Kwestia istnienia historycznego Tecuna Umana jest przedmiotem toczącej się nadal dyskusji. Jedynym dowodem jego istnienia jest list napisany przez Alvarado do Hernana Cortesa. Jednakże list ten jest ubogi w szczegóły – Alvarado umieścił w nim tylko krótką wzmiankę o bitwie: w trakcie bitwy zginął jeden z czterech przywódców miasta Utatlan. Był on naczelnym wodzem całego kraju. Alvarado nie podał imienia indiańskiego wojownika. Nie opisał również sposobu, w jaki zginął, ani – z czyich rąk. Niektóre miejscowe dokumenty opisują przybycie Alvarado na tereny dzisiejszej Gwatemali w sposób podobny do współczesnych wersji legendy. W kronice pt. Título K’oyoi wódz kiczów określony jest imieniem „Tecum Umam”.
Księga pt. Popol Vuh (w jęz. kicze: Księga społeczności) potwierdza spostrzeżenia Bartolome de las Casasa, który stwierdził, że w okresie hiszpańskiego podboju Mezoameryki, plemię Kiczów rządzone było przez czterech suwerenów. Dowodzić wojskiem Kiczów miał pierworodny syn najwyższego wodza plemienia. Otrzymał on tytuł nima rajpop achij. Tytułem tym określała Tecuna Umana kronika Titulo K’oyoi. Wersję tę potwierdza zawarta w księdze Popul Vuh tabela genealogiczna władców Kiczów. Podaje ona, że w czasie przybycia Alvarado do Mezoameryki, tytuł ten nosił niejaki Tecun Uman.
Brak szczegółów w liście Alvarado do Cortesa można wyjaśnić poprzez przypuszczenie, że z Tecunem Umanem osobiście walczył jeden z podkomendnych konkwistadora, Argueta. Podejrzenie to oparte jest na oświadczeniach dalekich potomków Arguety, którzy uważają, że są w posiadaniu autentycznej lancy tego żołnierza, noszącej ślady krwi bohatera Kiczów.

## Imię
Uważa się, że „Tecun Uman” to raczej tytuł przysługujący władcom plemienia, a nie imię konkretnego wodza. Najstarszym źródłem, w którym termin ten występuje, była kronika Titulo K’oyoi. Bohatera bitwy przeciwko Hiszpanom określa ona jako wielkiego wodza Tecum, wnuka króla kiczów, Don K’iqaba. Wynikać stąd może, że słowo „uman” lub „umam” oznacza po prostu wnuka i nie jest cząstką imienia Tecuna. Pojawiło się przypuszczenie, że termin „uman” może mieć związek z rodowodem wodza lub wywodzi się on z innego tytułu, jakim określano bohaterów, a mianowicie: q’uq’umam. Może również odnosić się do miejscowej nazwy wulkanu Teyocuman.

## Baile de la Conquista
Gwatemalski taniec konkwisty (Baile de la Conquista) to tradycyjny taniec, oparty na zasadach hiszpańskiego tańca Maurów (Baile de los Moros), który upamiętniał wygnanie Maurów z Półwyspu Iberyjskiego. Taniec ten rozpowszechnił się w wielu skolonizowanych regionach Ameryki Łacińskiej. Katoliccy księża popierali jego popularyzację wśród ludów indiańskich, gdyż, jako element kultury europejskiej, ułatwiał on nawracanie rdzennych Amerykanów na chrześcijaństwo.
W Gwatemali taniec przywołuje wydarzenia z początków kolonizacji. Szczególnie skupia się na konfrontacji pomiędzy Tecunem Umanem a Pedro de Alvarado, która stała się symbolem większego konfliktu pomiędzy cywilizacjami. Taniec zawiera motywy odnoszące się do prowadzonej przez Alvarado inwazji oraz do podboju Gwatemali. Aby zachować podobieństwo do Baile de los Moros, miejsce mauryjskiego księcia w gwatemalskim tańcu zajął Tecun Uman. Dlatego niektórzy badacze folkloru uważają, że postać wielkiego wodza Kiczów została wykreowana specjalnie na potrzeby tańca – według nich Tecun Uman doskonale nadawał się do tej roli. Ta teoria ma zasadniczo niewielu zwolenników, ponieważ postać Tecuna Umana pojawia się w źródłach starszych niż Baile de la Conquista, takich jak Titulo K’oyoi.

## Bohater narodowy
Tecun Uman został ogłoszony bohaterem narodowym Gwatemali 22 marca 1960 r. Nazwy na jego cześć noszą liczne hotele, restauracje oraz hiszpańskie szkoły w Gwatemali, a także niewielkie miasteczko w departamencie San Marcos przy granicy z Meksykiem. Ostatni wódz Kiczów jest tytułowym bohaterem wiersza Miguela Angela Asturiasa. Niemniej jednak, wielu działaczy kulturowych, wywodzących się z plemienia Majów, uważa, że wyniesienie Tecuna Umana do rangi bohatera narodowego ma wydźwięk ironiczny, wobec setek lat krzywd, których rdzenna ludność Gwatemali doznała z rąk europejskich najeźdźców.